# Radio Active
Radio Active är en närradiostation baserad i Ystad som sänder över sydöstra Skåne och startade 1995. Radio Active är opolitisk och religiöst obunden. Våren 2018 hade Radio Active 11 000 lyssnare per dag, vilket motsvarade 15,8 % av möjliga lyssnare.
Stationen sänder på fyra frekvenser från Simrishamn, Tomelilla, Sjöbo respektive Ystad. De sänder även via Internet och genom sin mobilapp.

## Historik
Radio Active började sända från FBU-gården i Fredriksberg den 10 juni 1995.

## Programutbud
Radio Active morgonshow Activemorron startar dagen med olika bisittare varje dag. Resten av dagen är huvudsakligen musikprogram, varvat med nyheter, reklam och samarbeten med lokala aktörer. Radio Active sänder ofta direkt från olika evenemang.[källa behövs]
Verksamheten bedrivs av en stationschef med ett tiotal anställda med en redaktion, säljkontor och egen produktionsavdelning samt studio på Regementsområdet i Ystad. Ett 10-tal ideella medlemmar bidrar med specialprogram inom olika genre som rock, country, dansband, disco, 50/60-talsmusik och önskeprogram. Dessa sänds på www.activeweb.se.[källa behövs]